# Inburgeringsplicht (Nederland)
De inburgeringsplicht is vastgelegd in de Wet van 30 november 2006, houdende regels inzake inburgering in de Nederlandse samenleving (Wet Inburgering). De wet is in beginsel van toepassing op alle vreemdelingen van 16 tot 65 jaar van buiten de EU die duurzaam in Nederland willen en mogen verblijven en voor enkele specifieke groepen genaturaliseerde Nederlanders. Het doel van de verplichte inburgering is het verminderen van achterstanden bij de integratie van minderheden en het voorkomen van nieuwe achterstanden.
De wet van 2006 is nadien gewijzigd in de Wet van 13 september 2012 tot wijziging van de Wet Inburgering en enkele andere wetten in verband met de versterking van de eigen verantwoordelijkheid van de inburgeringsplichtige. Deze wet is op 1 januari 2013 in werking getreden. De wijziging behelst onder meer het zelf betalen van de inburgering, waarbij de mogelijkheid wordt geboden om daarvoor een sociale lening te sluiten.

## Geschiedenis
Het eerste wetsvoorstel voor inburgering van vreemdelingen is op 21 september 2005 ingediend bij de Tweede Kamer door de toenmalige Minister voor Vreemdelingenzaken en Integratie Rita Verdonk. Het is op last van de Raad van State diverse keren gewijzigd, de laatste maal zelfs ná aanname van dit wetsvoorstel door de Tweede Kamer op 7 juli 2006, namelijk op 25 augustus 2006, nadat de Raad van State had geconcludeerd dat allochtonen met een Nederlands paspoort niet gediscrimineerd mochten worden ten opzichte van autochtonen met een Nederlands paspoort. Hiermee daalde het aantal mensen dat uiteindelijk moest inburgeren tot 250.000. De wet werd door de Eerste Kamer op 28 november 2006 aangenomen en op 1 januari 2007 ingevoerd.

## Inburgeringsexamen
Het verstrekken van verblijfsvergunningen aan vreemdelingen tussen de 16 en 65 jaar van buiten de EU is met deze wet afhankelijk geworden van het behalen van een inburgeringsexamen. Op bepaalde gronden kan hierop een uitzondering worden gemaakt. Het examen bestaat uit twee onderdelen, namelijk een "Taalexamen" en een "Examen kennis van de Nederlandse samenleving". Dit inburgeringsexamen moet niet verward worden met het inburgeringsexamen buitenland, dat afgelegd moet worden op de ambassade in het land van herkomst voor dat je naar Nederland mag komen voor langere tijd. Het inburgeringsexamen buitenland is geregeld in de Wet Inburgering in het Buitenland van maart 2006.
Per 1 januari 2007 werd inburgeren volgens de Wet Inburgering dus verplicht. Nieuwkomers krijgen hiermee drie en een half jaar de tijd om het inburgeringsexamen te halen. Voor sommige groepen, o.a. voor analfabeten, geldt een termijn van vijf jaar. Met de invoering in 2007 van het Deltaplan Inburgering konden gemeenten aan iedere inburgeraar een aanbod doen voor een inburgeringstraject. Deze trajecten duren gemiddeld 12 tot 18 maanden, de inburgeraar wordt hierin klaargestoomd voor het inburgeringsexamen. Daarnaast hebben veel gemeenten door het Ministerie van Infrastructuur en Milieu gefinancierde 'Taalcoachprojecten' lopen, waarbij een vrijwillige taalcoach de inburgeraar individueel ondersteunt.
Per 1 januari 2013 zijn de eisen aangescherpt aangaande de eigen verantwoordelijkheid. Zo heeft iedere immigrant drie jaar om een inburgeringsexamen te halen; een cursus die de immigrant zelf mag uitzoeken én betalen; voor de kosten kan hij/zij een studieschuld van 10.000 euro nemen. Er zijn sancties ingesteld om falende migranten te straffen met een boete of afwijzing. Dit wetsvoorstel werd op 14 november 2011 ingediend door minister Piet Hein Donner en de Tweede Kamer stemde ermee in op 26 april 2012 gevolgd door de Eerste Kamer op 11 september 2012.
Nederland is momenteel het enige land in de wereld dat eisen stelt aan de kennis van taal en maatschappij van nieuwkomers alvorens hen toe te laten op zijn grondgebied of hen toe te staan daar te blijven. Wel worden er internationaal veelal eisen gesteld om genaturaliseerd te kunnen worden en een paspoort te kunnen krijgen.
Er zijn twee groepen inburgeringsplichtigen: buitenlandse niet-Europese partners van Nederlanders en statushouders. De tweede groep is na 2013 snel gegroeid. De eerste groep telt jaarlijks ongeveer 5000-7000 inburgeringsplichtigen. De tweede groep vanaf 2014 gemiddeld 40.000 per jaar. De eerste groep moet het geleende geld terugbetalen. Statushouders kunnen hun schuld kwijtgescholden krijgen mits zij tijdig slagen voor het examen. Zijn zij te laat, dan zitten ze met een schuld en krijgen zij ook boetes.

## Vrijstelling
De inburgeringsplicht geldt niet voor die mensen die gedurende acht jaar van de leerplichtige leeftijd in Nederland wonen of beschikken over bepaalde Nederlandse diploma's, certificaten of opleidingsbewijzen. Zo was er tot 2015 een vrijstelling voor houders van het Nederlands als tweede taal diploma. Sinds 2015 is het NT2-diploma enkel vrijstellend voor de taalonderdelen van het inburgeringsexamen.
Met de term "oudkomer" worden die personen aangeduid, die al lange tijd in Nederland wonen en een Nederlands paspoort of een verblijfsvergunning hebben. Dit zijn meestal ouderen van boven de zestig jaar. Zij zijn eenmalig uitgezonderd van de inburgeringsplicht. Voor Antilliaanse en Arubaanse Nederlanders blijft voorlopig de bestaande Wet Inburgering Nieuwkomers (WIN) gelden.
Ook mensen die de z.g. België-route, of met andere woorden de EU-route, hebben gedaan zijn vrijgesteld van de inburgeringsplicht.